# Борисенко, Василий Павлович
Василий Павлович Борисенко (1923—1945) — лейтенант Рабоче-крестьянской Красной Армии, участник Великой Отечественной войны, Герой Советского Союза (1944).

## Биография
Родился в 1923 году в селе Борисы (ныне — Глобинский район Полтавской области Украины) в крестьянской семье. После окончания семи классов неполной средней школы учился в средней школе в селе Пироги. В 1940 году был призван на службу в Рабоче-крестьянскую Красную Армию. В 1942 году окончил Харьковское артиллерийское училище. С января 1943 года — на фронтах Великой Отечественной войны, командовал взводом артиллерийской батареи 42-го стрелкового полка 180-й стрелковой дивизии 38-й армии Воронежского фронта. В 1943 году вступил в ВКП(б).
В районе села Пасюковое взводом Борисенко было уничтожено 5 огневых точек и несколько десятков немецких солдат и офицеров. Во время боёв за Харьков взвод Борисенко уничтожил 2 танка, минную установку, 4 пулемёта. У станции Коломак артиллеристы уничтожили 2 бронемашины, штабной автомобиль, 75-миллиметровое орудие, 3 пулемёта. 28 сентября 1943 года в ходе форсирования Днепра в районе села Новые Петровцы Вышгородского района Киевской области Украинской ССР взвод переправился на западный берег в составе пехотных подразделений и открыл огонь прямой наводкой, что позволило советским частям с небольшими потерями совершить переправу. Огнём из орудий артиллеристы уничтожили 4 дзота, несколько танков и несколько десятков вражеских солдат.
Указом Президиума Верховного Совета СССР «О присвоении звания Героя Советского Союза генералам, офицерскому, сержантскому и рядовому составу Красной Армии» от 10 января 1944 года за «образцовое выполнение боевых заданий командования на фронте борьбы с немецко-фашистскими захватчиками и проявленные при этом отвагу и геройство» был удостоен высокого звания Героя Советского Союза с вручением ордена Ленина и медали «Золотая Звезда» за номером 1772.
10 января 1945 года погиб в Будапеште во время боёв за город. Похоронен в Будапеште.
Был также награждён рядом медалей. 
Память
В его честь названа улица в селе Борисы. На школе в селе Пироги, где он учился, установлена мемориальная доска.